# Método de Gerber
El método de Gerber es una prueba química primaria e histórica para determinar el contenido de grasa de la leche y otras sustancias. Es un método volumétrico y constituye el principal ensayo en Europa y en gran parte del mundo para el control de rutina de leche y sus derivados. El similar ensayo de Babcock es usado principalmente en los Estados Unidos, aunque el método de Gerber también goza de un uso significativo ahí.
El método de Gerber fue desarrollado y patentado por el químico suizo Niklaus Gerber en 1891.
La grasa de la leche es separada de las proteínas agregando ácido sulfúrico. La separación es facilitada usando alcohol amílico y centrifugación. El contenido de grasa es leído directamente en un butirómetro especial calibrado. 
Gerber desarrolló butirómetros, pipetas y centrífugas especializadas. También suele usarse baños de agua específicamente construidos para los tubos de Gerber.
Este ensayo aún es de amplio uso a nivel mundial, y es la base para numerosos estándares nacionales e internacionales.  Esta prueba sigue siendo mejorada y estandarizada.
La técnica utiliza además alcohol amílico para desemulsionar y evitar la carbonización de las grasas.

## Protocolo para la aplicación de la técnica.[6]
- Medir 10 mL de ácido sulfúrico y colocarlos en el butirómetro.
- Agregar con pipeta aforada 11 mL de leche.
- Agregar 1ml de alcohol amílico.
- Tapar el butirómetro y agitar con precaución (la temperatura se eleva).
- Sumergir el butirómetro en un baño de agua a 65 °C-70 °C entre cinco y diez minutos.
- Al retirarlo del baño, centrifugar entre tres y cinco minutos.
- Retornar la muestra al baño de agua por cinco minutos.
- Medir el espesor de la capa grasa de leche en la parte superior del butirómetro que está calibrado. Cuando se lee el registro a la altura del menisco, se puede determinar en forma directa el porcentaje de grasa en la leche.